# Ein Jüngling liebt ein Mädchen

Postkarte von Franz Korwan

Ein Jüngling liebt ein Mädchen ist ein Gedicht von Heinrich Heine aus dem Jahre 1822. In seinem Buch der Lieder wird es als das 39. Gedicht im Lyrischen Intermezzo aufgeführt. Das Gedicht handelt davon, wie eine zerbrochene Liebe letztlich einzigartige Bedeutung gewinnt, wenn es einen nur selbst trifft.

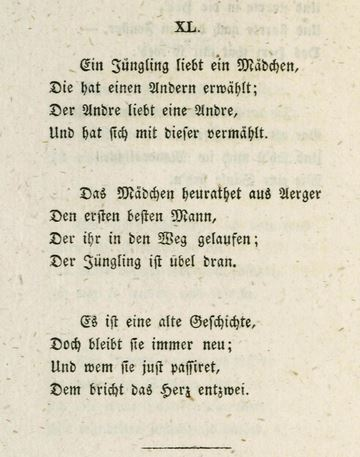
Druck der Erstveröffentlichung von 1827

## Text
Ein Jüngling liebt ein Mädchen,

Die hat einen andern erwählt;

Der andre liebt eine andre,

Und hat sich mit dieser vermählt.

Das Mädchen heiratet aus Ärger

Den ersten besten Mann,

Der ihr in den Weg gelaufen;

Der Jüngling ist übel dran.

Es ist eine alte Geschichte,

Doch bleibt sie immer neu;

Und wem sie just passieret,

Dem bricht das Herz entzwei.

## Entstehungsgeschichte
Das Gedicht hat autobiographische Züge. Heine berichtete in Briefkorrespondenzen mit Freunden von einer persönlichen Situation von Liebe und Ablehnung, in die fünf Personen verstrickt waren: Der junge Harry war in seiner Hamburger Zeit 1816–1819 in seine Cousine Molly (Amalie Friedländer, geb. Heine) verliebt, die diese Liebe nicht erwiderte. Sie hegte ihrerseits einseitige Gefühle für einen anderen Mann, der eine Verbindung zu einer anderen Frau einging. Nach fehlender Erwiderung ihres Schwarms heiratete sie einen anderen Mann und Heinrich Heine blieb in dieser Situation der enttäuschte Alleinstehende.
Eine andere Entstehungsgeschichte nennt die Literaturhistorikerin Allison Machlis Meyer von der Seattle University und stützt sich auf Aufzeichnungen von Aby Warburg. Demnach beziehe sich das Gedicht Heines auf die in Hamburg lebende Sara Warburg (1805–1884) aus der deutsch-jüdischen Bankiersdynastie Warburg.

## Form
Das Gedicht besteht aus drei Strophen mit jeweils vier Versen und hat berichtenden Charakter. Das Metrum ist nicht regelmäßig, es wechselt ständig zwischen Jamben und Anapästen. Männliche und weibliche Kadenzen wechseln sich hingegen ab, wobei es sich beim ersten Vers der jeweiligen Strophe immer um eine weibliche Endung handelt. Marcel Reich-Ranicki merkte an, dass es sich aufgrund der kurzen Mitteilungen um einen Telegrammstil handele.

## Interpretation
Heine, der in vielen Gedichten eine Bandbreite an rhetorischen Stilmitteln, wie bildliche Sprache und Metaphern, nutzte, verwendete in diesem Gedicht eine Aneinanderreihung kurzer, knapper und sachlicher Mitteilungen. In den acht kurzen Versen der ersten zwei Strophen stellte er auf diese Weise die Beziehungen der fünf Protagonisten des Gedichts dar. Die genutzten Worte sind ausschließlich prosaischer Natur. Diese kaum vorhandene Verwendung poetischer Sprache zeugt von einem kühlen und sachlichen Bericht, einem Understatement. Der Schmerz des lyrischen Ichs verdrängt alle Gefühle und es ist wenig tröstlich, dass auch andere diesen Schmerz erlitten haben.
Lediglich im letzten Vers verwendete Heine mit den Worten „bricht das Herz entzwei“ ein poetisches Bild. Zudem findet man in der dritten Strophe nur einen Halbreim (neu–entzwei). Die Wirkung hiervon ist unharmonisch und wirkt laut Reich-Ranicki wie ein Verzweiflungsschrei.

## Vertonung
- Robert Schumann: Ein Jüngling liebt ein Mädchen. In: Dichterliebe, op. 48 Nr. 11, entstanden 1840.

Reich-Ranicki kritisierte, dass Schumann in diesem Lied, das „stets flott und munter gesungen“ werde, Heines Gedicht „missverstanden“ und „ärmer“ gemacht habe: Sowohl „den düsteren, den alarmierenden Hintergrund“, als auch „den Aufschrei des Liebenden“ höre man im Lied nicht.